# 호빗굴

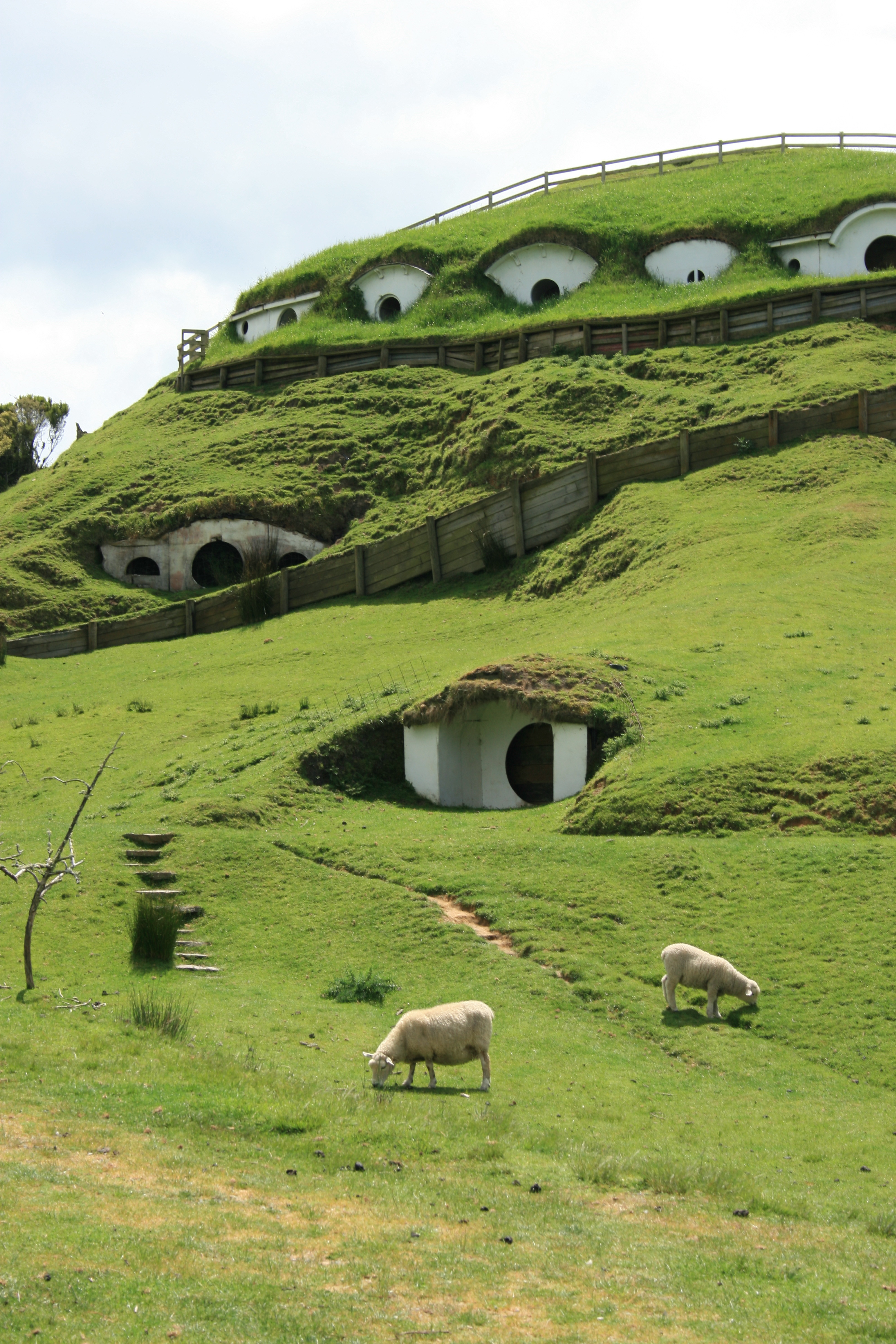
영화판 반지의 제왕에서 묘사된 호빗 굴의 모습

호빗 굴(Hobbit Cave)은 호빗이 사는 굴이다. 호빗이라는 뜻 자체가 '굴을 파는 사람들'이라는 뜻이므로 호빗굴은 호빗들의 삶의 터전이다.